# Запасевич, Збигнев
Збигнев Ян Запасевич (пол. Zbigniew Jan Zapasiewicz, 13 сентября 1934, Варшава — 14 июля 2009, там же) — польский актёр, режиссёр, педагог.

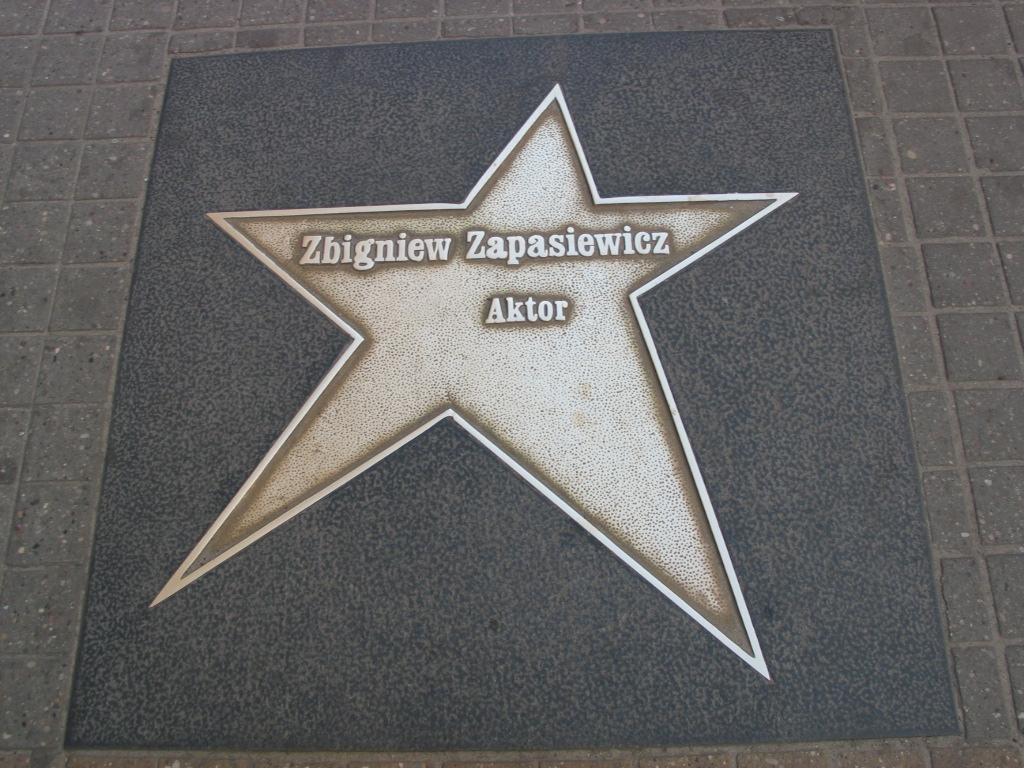
Звезда Збигнева Запасевича в Лодзинской Аллее славы

## Биография
Збигнев Запасевич родился 13 сентября 1934 в Варшаве. В 1951—1952 учился в Варшавском политехническом институте. В 1956 году окончил варшавскую Театральную академию (пол. PWST). С 1969 года работал в ней преподавателем, с 1987 — профессор.
Дебют в театре — роль Эвариста Галуа в спектакле «Вчера вечером» Театра «Молодая Варшава» (1956). Дебют в кино — 1963 год. Играл в фильмах Валериана Боровчика, Анджея Вайды, Кшиштофа Занусси, Кшиштофа Кесьлёвского. 
Умер 14 июля 2009 года от рака печени в Варшаве в Варшаве. В соответствии с его последней волей урна с его прахом была захоронена 22 июля 2009 года на Аллее Заслуженных на варшавском военном кладбище «Воинское Повонзки» Варшаве (квартал BII30-tuje-1).
Жена — актриса Ольга Савицка.

## Фильмография

### актёр
- 1964 Приданое (Wiano) — ксёндз
- 1964 Встреча со шпионом (Spotkanie ze szpiegiem) — капитан Крес
- 1965 Образ жизни (Sposób bycia) — отец
- 1966 Если кто-нибудь знает (Ktokolwiek wie…) — тележурналист
- 1966 Барьер (Bariera) — фальшивый слепец
- 1968 Ставка больше, чем жизнь (Stawka większa niż życie) — капитан Карпинский (только в серии 18)
- 1970 Шанс (Szansa)
- 1971 За стеной (Za ścianą) — доцент
- 1971 Беспокойный постоялец (Kłopotliwy gość) — член комиссии из электростанции
- 1972 Спасение (Ocalenie) — доцент Адам Малецкий
- 1972 Счастливые острова (Wyspy szczęśliwe) — врач в клинике в аэропорту
- 1973 Nocleg
- 1973 Дверь в стене (Drzwi w murze) — Виктор Завадзкий, драматург
- 1974 Земля обетованная (Ziemia obiecana), реж. А. Вайда — Кесслер
- 1974 День рождения Матильды (Urodziny Matyldy) — актёр Конрад
- 1975 История греха (Dzieje grzechu) — ксёндз Юткевич
- 1975 Приговорённый (Skazany) — адвокат
- 1975 Мазепа (Mazepa) — Ян II Казимир
- 1975 История сына (Dzieje grzechu), реж. В. Боровчик — ксендз Юткевич
- 1976 Последнее трио (Ostatnie takie trio) — Циган
- 1976 Только Беатриче (Tylko Beatrycze) — брат Андрей
- 1976 С любовью (Con amore) — профессор, делающий операцию Эве
- 1976 Защитные цвета (Barwy ochronne) — доцент Якуб Шелестовский
- 1977 Кукла (Lalka) — актёр Росси
- 1977 Страсть (Pasja) — Ян Юзеф Тыссовский
- 1977 Польские пути (Polskie drogi) — Павел Краевский, антиквар
- 1977 Акция под Арсеналом (Akcja pod Arsenałem) — отец Рыжего
- 1978 Больница преображения (Szpital przemienienia) — доктор Рыгер
- 1978 Кошки это сволочи (Koty to dranie) — Толюсь Сипневский, сын Владислава
- 1978 Без наркоза (Bez znieczulenia), реж. А. Вайда — Ежи Михаловски
- 1979 Доктор Мурек (Doktor Murek) — Павел Юношыц
- 1979 Дороги в ночи (Wege in der Nacht) — Амадей
- 1979 Барышни из Вилько (Panny z Wilka), реж. А. Вайда — Кавецкий, муж Юльчи
- 1979 Кунг-фу (Kung-Fu) — доцент Квасьняк
- 1980 В белый день (W biały dzień) — серый
- 1980 Контракт (Kontrakt) — мужчина у телефона
- 1980 Горячка (Gorączka) — отец Леона
- 1981 Случай (Przypadek), реж. Кшиштоф Кесьлёвский — Адам
- 1981 Детские вопросы (Dziecinne pytania) — заключённый
- 1981 Из далекой страны (Da un paese lontano: Giovanni Paolo II) — Мечислав Котлярчик
- 1982 Мама Круль и её сыновья (Matka Królów) — доктор Виктор Левен
- 1982 Императив (Imperatyw) — психиатр
- 1982 Ёлка страха (Choinka strachu) — писатель
- 1984 Год спокойного солнца (Rok spokojnego słońca), реж. К. Занусси — Шары
- 1984 Идол (Idol) — цензор
- 1984 Баритон (Baryton) — Антонио Тавиатини, певец
- 1985 Дезертиры (C. K. Dezerterzy) — капитан Вагнер
- 1985 Я против (…jestem przeciw) — отец Яцека
- 1986 Маскарад (Maskarada) — Михал Барчевский
- 1987 Короткий фильм об убийстве (Krótki film o zabijaniu), реж. Кшиштоф Кесьлёвский — председатель комитета
- 1988 Декалог 5 (Dekalog 5) — председатель комитета
- 1988 Мастер и Маргарита (Mistrz i Małgorzata), реж. Мацей Войтышко — Понтий Пилат
- 1989 После падения (Po upadku. Sceny z życia nomenklatury) — Ратайчак
- 1990 Возвращение (Le Retour) — доктор
- 1992 Псы (Psy) — Венцель
- 1992 Ноябрь (Novembre) — профессор
- 1992 Энак (Enak) — Джон Джилет
- 1993 Чужой должен летать (Obcy musi fruwać) — критик Пшивилей
- 1998 Огнём и мечом (Ogniem i mieczem) — лектор (читает пролог и эпилог)
- 1998 Демоны войны (Demony wojny wg Goi) — министр обороны
- 1999 Экзекутор (Egzekutor) — адвокат
- 2000 Человек, что многие (L’homme des foules) — Владимир
- 2000 Жизнь как смертельная болезнь, передающаяся половым путём (Życie jako śmiertelna choroba przenoszona drogą płciową), реж. К. Занусси — Томаш Берг
- 2001 Дополнение (Suplement) — Томаш Берг
- 2001 Маршал Пилсудский (Marszałek Piłsudski) — Юзеф Пилсудский
- 2002 Кастинг-сессия (Sesja kastingowa)
- 2003 Дефект (Defekt) — Пивницкий
- 2005 Персона нон грата (Persona non grata), реж. К. Занусси — Виктор Лещиньский
- 2005 Повторный визит (Rewizyta) — профессор Якуб Шелестовский

### рассказчикмультфильмов
- 1997 Piękna twarz
- 1998 O wielkim wstydzie
- 1998 Garby
- 1998 Wojna z rzeczami
- 1998 O sławnym człowieku
- 1998 Czerwona łata
- 1999 O największej kłótni
- 1999 Jak Gyom został starszym panem
- 1999 Jak bóg Maior utracił tron
- 1999 O zabawkach dla dzieci
- 2000 Oburzające dropsy

## Награды
- Заслуженный деятель культуры Польши
- Золотой Крест Заслуги (1974)[3]
- Кавалерский крест Ордена Возрождения Польши (1979)
- Командорский крест со звездой Ордена Возрождения Польши (2001)[4]
- Золотая медаль «За заслуги при защите страны» (2002)
- Большой крест Ордена Возрождения Польши (2009)[5]
- Золотая медаль «За заслуги в культуре Gloria Artis» (2009)